# Ялга (Иркутская область)
Ялга́ (диал. бур. Ялга — «овраг, ложбина») — деревня в Ольхонском районе Иркутской области. Входит в Хужирское муниципальное образование. 

## География
Находится на острове Ольхон, в 73 км к северо-востоку от районного центра, села Еланцы, в 13 км к юго-западу от центра сельского поселения, посёлка Хужир, в километре к юго-востоку от озера Ханхой и берега Тагайской бухты Малого моря Байкала. В 6 километрах к юго-востоку от деревни находится соленое озеро Шара-Нур. У северной окраины деревни проходит автодорога местного значения от паромной переправы «МРС — Остров Ольхон» к посёлку Хужир.

## Население
| 2002 | 2010 | 2011 | 2012 |
| ---- | ---- | ---- | ---- |
| 63   | ↗90  | →90  | →90  |

По данным Всероссийской переписи, в 2010 году в деревне проживало 90 человек (49 мужчин и 41 женщина).